# 彰化市牛埔遺址
彰化市牛埔遺址是臺灣彰化縣彰化市八卦山北端的一處考古遺址，在遺址挖掘發現了新石器時代和清領時代的陶器、石器等多件文物。牛埔遺址在1992年首度被發現，是彰化縣境內面積最大，內容最豐富的考古遺址。

## 介紹
牛埔遺址位於彰化市牛埔里的八卦山台地，範圍約有43公頃，由趙金勇、鍾亦興在1992年首度被發現，當時已發現了400多件石器以及約5,000塊陶器破片。陶器大致可以分為大坌坑文化、牛罵頭文化、營埔文化、番仔園文化四大類。石器包括磨製或打製的石鋤、石片器、巴圖形石器、石刀、石錛、兩縊型網墜等，推測約從4500年前即有人類居住於此。在2009年的挖掘調查中，國立自然科學博物館考古研究助理劉克紘在此挖掘到早期人類的房屋、牆壁，以及10多件來自花蓮豐田所出產的玉材，和其他石器。

### 開發影響
在當時調查時，牛埔遺址西側邊緣已遭挖掘破壞，其斷面可見文化層，而鳳梨田一對遺址造成相當的損害m。其在2008年12月遭到工程開挖破壞，使多件文物暴露於地表。國立自然科學博物館緊急派人前往搶救文物，而彰化縣文化局之後即勒令社區別墅興建工程停工。

### 保存
考古學家在1995年調查時，即建議將牛埔遺址列為古蹟；而彰化縣文化局在2008年的調查報告中，亦建議將其列為國定古蹟。後來，牛埔遺址於2018年12月24日被登錄為彰化縣定考古遺址。